# Fred F. Fielding

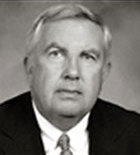
Fred F. Fielding (2004)

Fred Fisher Fielding (* 21. März 1939 in Philadelphia, Pennsylvania) ist ein US-amerikanischer Jurist, der unter anderem von 1981 bis 1986 Rechtsberater des Weißen Hauses (White House Counsel) während der Amtszeit von US-Präsident Ronald Reagan sowie erneut zwischen 2007 und 2009 während der Amtszeit von Präsident George W. Bush war.

## Leben

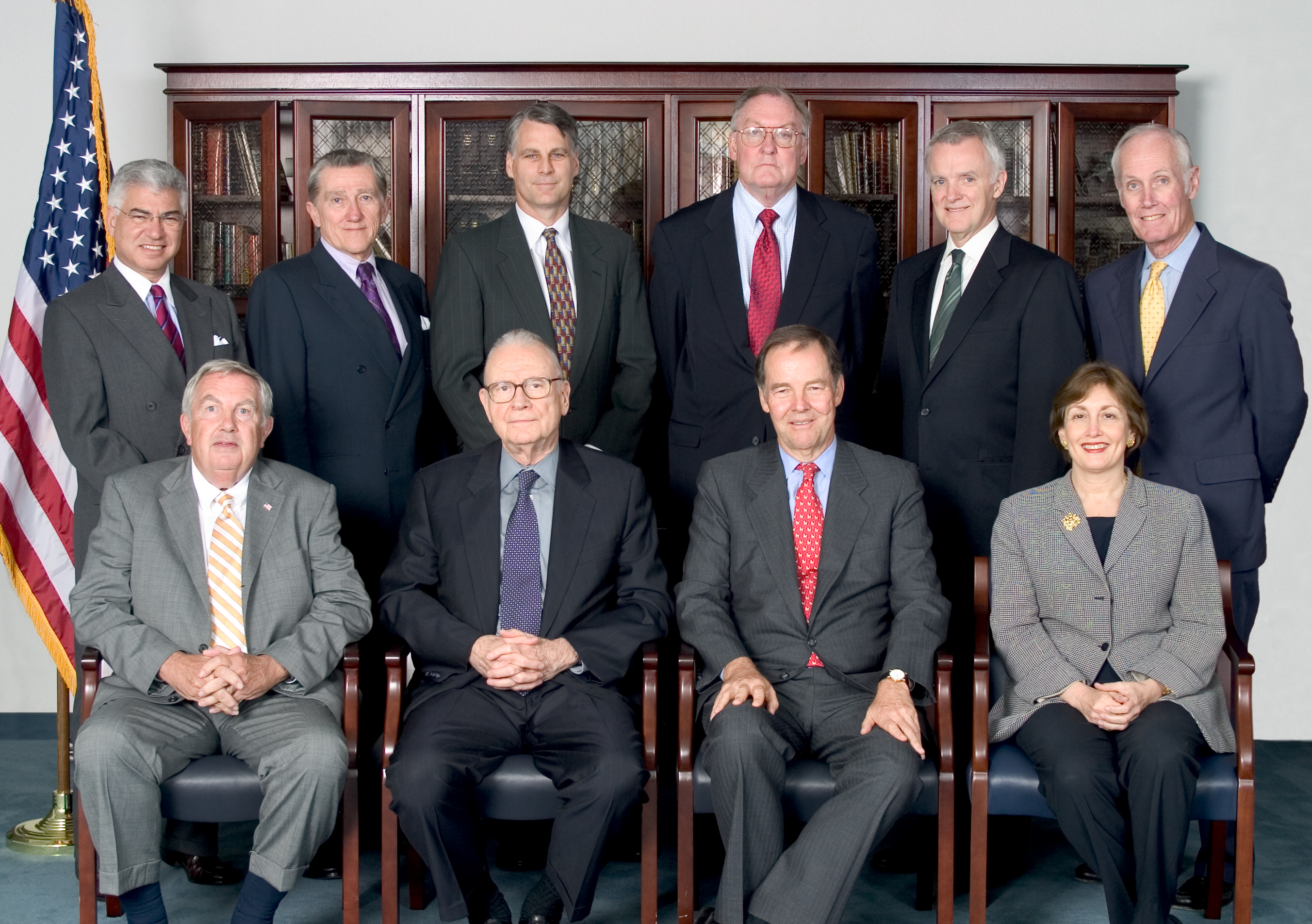
Fielding (sitzend, 1.v.r.) als Mitglied der „9/11-Commission“ zur Untersuchung der Terroranschläge am 11. September 2001.

Fred Fisher Fielding begann nach dem Besuch der Central Bucks High School West in Doylestown zunächst ein grundständiges Studium am Gettysburg College, welches er 1961 mit einem Bachelor of Arts (BA) beendete. Ein darauf folgendes Studium der Rechtswissenschaften an der University of Virginia schloss er 1964 mit einem Juris Doctor (J.D.) ab. Er wurde auch Mitglied der Studentenverbindung Phi Gamma Delta. Er erhielt daraufhin seine Zulassung zum Rechtsanwalt im Bundesstaat Pennsylvania (Pennsylvania Bar Association) und leistete zwischen 1965 und 1967 Militärdienst in der US Army. Danach war er als Rechtsanwalt tätig und wechselte 1970 in den Stab des Weißen Hauses, in dem er zunächst Beigeordneter Rechtsberater (Associate White House Counsel) sowie zwischen 1972 und 1974 stellvertretender Rechtsberater des Weißen Hauses (Deputy White House Counsel) war. Während dieser Zeit war er an Ausschussanhörungen beteiligt und erhielt er auch die anwaltliche Zulassung für den Hauptstadtbezirk Washington, D.C. (District of Columbia Bar). Er gehörte insbesondere zu den juristischen Beratern von Präsident Richard Nixon während der Watergate-Affäre. Aufgrund der Affäre trat Nixon am 9. August 1974 – als einziger US-Präsident in der US-Geschichte – von seinem Amt zurück und kam damit einer drohenden Amtsenthebung (Impeachment) zuvor.
Nach einer darauf folgenden Tätigkeit von 1974 bis 1981 als Partner in der in Washington, D.C., ansässigen Anwaltskanzlei wurde Fielding nach der Wahl von Ronald Reagan am 20. Januar 1981 erstmals zum Rechtsberater des Weißen Hauses (White House Counsel) ernannt und bekleidete dieses Amt bis zu seinem Rücktritt am 23. Mai 1986, woraufhin Peter J. Wallison ihn ablöste. Dabei beriet er den Präsidenten auch bei der Berufung von Richtern an die Bundesgerichte. Anschließend war er zwischen 1986 und 2007 Seniorpartner der Anwaltskanzlei Wiley Rein & Fielding und wurde Mitglied der American Bar Association, eine 1878 gegründete Vereinigung von Rechtsanwälten, Richtern und Studenten der Rechtswissenschaften in den Vereinigten Staaten. Darüber hinaus nominierte ihn Präsident Reagan am 28. Juli 1987 zum Mitglied des Schiedsgerichts des Internationalen Zentrums zur Beilegung von Investitionsstreitigkeiten.

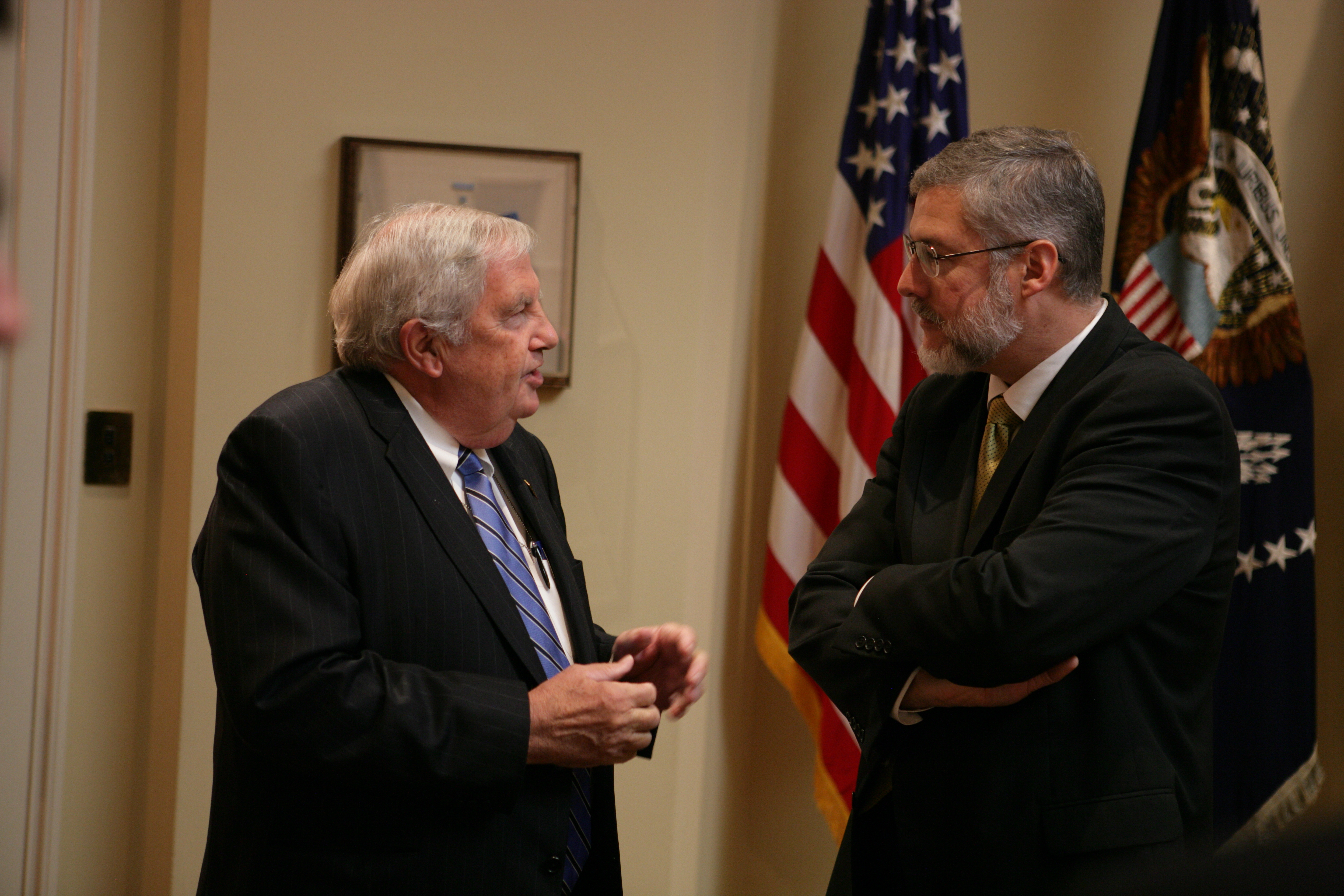
Fred F. Fielding (links) im Gespräch mit David S. Addington, dem damaligen Stabschef des Vizepräsidenten der Vereinigten Staaten (2007).

Bei der Präsidentschaftswahl am 3. November 1992 unterstützte er die erfolglose Kandidatur zur Wiederwahl von Präsident George H. W. Bush und Vizepräsident Dan Quayle. Er wurde 1998 Trustee des Gettyburg College sowie 1999 auch Vorstandsvorsitzender (Chair, Board of Directors) des zum Gettyburg College gehörenden Eisenhower Institute. Er engagierte sich ferner imCommittee for Justice sowie im Metropolitan Club, einem 1891 gegründeten Gentlemen’s Club. 2002 wurde er ferner Vorstandsvorsitzender der National Legal Center for the Public Interest (NLCPI), eine 1975 gegründete Organisation zur Förderung der Kenntnisse über das Recht und die Rechtspflege, insbesondere in Bezug auf individuelle Rechte, freie Unternehmen, Eigentum, begrenzte Regierung und eine faire und effiziente Justiz.
Fred F. Fielding, der Mitglied der Republikanischen Partei ist, wurde am 27. November 2002 von Präsident George W. Bush zum Mitglied der Nationalen Kommission zu den Terroranschlägen auf die Vereinigten Staaten (National Commission on Terrorist Attacks Upon the United States) berufen und gehörte dieser sogenannten „9/11-Commission“ zur Untersuchung der Terroranschläge am 11. September 2001 bis zur Auflösung der Kommission am 21. August 2004. 2005 war er Rechtsberater des von Erik Prince gegründeten Söldnerunternehmens Blackwater USA.
Am 31. Januar 2007 wurde er von Präsident Bush als Nachfolger von Harriet Miers erneut zum Rechtsberater des Weißen Hauses des Weißen Hauses ernannt und bekleidete die Funktion bis zum Ende von Bushs Amtszeit am 20. Januar 2009. Er ist zudem als sogenannter „Of Counsel“ externer Fachrechtsberater der Anwaltskanzlei Ellis George Cipollone LLP tätig.
Aus seiner am 21. Oktober 1967 geschlossenen Ehe mit Maria Dugger gingen der Sohn Adam Fielding und die Tochter Alexandra Fielding hervor.